# Rivière False
Pour les articles homonymes, voir False.
La rivière False est un cours d'eau du littoral sud de la baie d'Ungava. Il coule vers le nord dans le territoire non organisé de Rivière-Koksoak, situé dans la région administrative du Nord-du-Québec, au Québec, au Canada.

## Géographie
La rivière False prend sa source du lac Souel, situés au nord-est du lac Buteux et à l'est du lac Le Moyne.
Longue de 164 km, cette rivière coule vers le nord, plus ou moins en parallèle à la rivière Koksoak (du côté est) et à la rivière à la Baleine. Dans son cours intermédiaire, la rivière traverse le lac Garreau.
La rivière False se termine par un assez large estuaire, qui est situé à environ 55 km au nord-nord-est de Kuujjuaq.

## Toponymie
Le nom de la rivière False provient de l'anglais et peut signifier fausse dans le sens de trompeuse. Ce qualificatif provient de la forme de son embouchure qui est plus large que celui de la rivière Koksoak et que les navigateurs pensaient entrer dans cette dernière. La première mention date de 1946 sous le terme de «False R.» sur une carte du ministère fédéral des Mines et des Ressources.
Les Inuits utilisent l'appellation Assaasijuq ou Assaasijuup Kuunga, qui se traduit par rivière de l'endroit qui est incliné. La signification de ces appellations s'apparente au passage d'un grand troupeau de caribous donnant l'impression que le paysage lui-même avance ou bouge comme une multitude de rouleaux.